# میکلا بلمونته
میکلا بلمونته (ایتالیایی: Michela Belmonte؛ ۳۰ اکتبر ۱۹۲۵ – ۷ ژوئیهٔ ۱۹۷۸) بازیگر اهل ایتالیا بود.
او خواهر کوچک ماریا دنیس بود و موفقیت خوبی در دوران فاشیسم ایتالیایی به دست آورد و نقش‌های اصلی را در فیلم‌های آن دوران از جمله یکی از فیلم‌های روبرتو روسلینی ایفا نمود. به دنبال سرنگونی رژیم بنیتو موسولینی در سال ۱۹۴۳، او نیز از حرفهٔ بازیگری کناره‌گیری کرد.